# Académie des sciences morales et politiques
L'Académie des sciences morales et politiques (Accademia di scienze morali e politiche) è una delle cinque accademie in cui si articola l'Institut de France.
Fu fondata nel 1795, abolita nel 1803 e restaurata da François Guizot nel 1832. L'Académie des sciences morales et politiques è la più antica istituzione francese nel campo delle scienze umane e sociali. Nello spirito di Montesquieu, la sua funzione è quella di descrivere scientificamente la vita degli uomini nella società per proporre modi migliori per il loro governo.

## Organizzazione
I membri dell'Accademia sono scelti dai loro pari, in base ai loro meriti personali. L'Accademia ha 50 membri, suddivisi in sei sezioni in base alla loro specialità:
- I: filosofia
- II: morale e sociologia
- III: Legislazione, diritto pubblico e giurisprudenza
- IV: economia politica, statistica e finanziaria
- V: storia e geografia
- VI: sezione generale

A queste sei sezioni si aggiungono soci stranieri e i soci corrispondenti. Tra i soci esterni figurano personaggi illustri come Václav Havel, Juan Carlos I e Benedetto XVI.